# Grand Prix Cycliste de Montréal 2016
Il Grand Prix Cycliste de Montréal 2016, settima edizione della corsa, valido come venticinquesima prova dell'UCI World Tour 2016 categoria 1.UWT, si svolse l'11 settembre 2016 su un percorso di 205,7 km a Montréal, in Canada. La vittoria fu appannaggio del belga Greg Van Avermaet, che completò il percorso in 5h27'04" alla media di 37,74 km/h precedendo lo slovacco Peter Sagan e l'italiano Diego Ulissi.
Al traguardo 108 ciclisti portarono a termine la manifestazione.

## Squadre e corridori partecipanti
Hanno partecipato alla competizione 21 squadre: oltre alle 18 formazioni World Tour, gli organizzatori hanno invitato due team con licenza Professional Continental: Direct Énergie e Bora-Argon 18, con l'aggiunta della nazionale canadese. 
| N.      | Cod. | Squadra            |
| ------- | ---- | ------------------ |
| 1-8     | TNK  | Tinkoff            |
| 11-18   | CDT  | Cannondale-Drapac  |
| 21-28   | LTS  | Lotto Soudal       |
| 31-38   | MOV  | Movistar Team      |
| 41-48   | SKY  | Team Sky           |
| 51-58   | BMC  | BMC Racing Team    |
| 61-68   | KAT  | Team Katusha       |
| 71-78   | EQS  | Etixx-Quick Step   |
| 81-88   | OBE  | Orica-BikeExchange |
| 91-98   | TFS  | Trek-Segafredo     |
| 101-108 | FDJ  | FDJ                |

| N.      | Cod. | Squadra             |
| ------- | ---- | ------------------- |
| 111-118 | AST  | Astana Pro Team     |
| 121-128 | TLJ  | Team Lotto NL-Jumbo |
| 131-138 | ALM  | AG2R La Mondiale    |
| 141-148 | LAM  | Lampre-Merida       |
| 151-158 | TGA  | Team Giant-Alpecin  |
| 161-168 | IAM  | IAM Cycling         |
| 171-178 | DDD  | Team Dimension Data |
| 181-188 | DEN  | Direct Énergie      |
| 191-198 | BOA  | Bora-Argon 18       |
| 201-208 | CAN  | Canada              |

## Ordine d'arrivo (Top 10)
| Pos. | Corridore          | Squadra    | Tempo    |
| ---- | ------------------ | ---------- | -------- |
| 1    | Greg Van Avermaet  | BMC        | 5h27'04" |
| 2    | Peter Sagan        | Tinkoff    | s.t.     |
| 3    | Diego Ulissi       | Lampre     | s.t.     |
| 4    | Michael Matthews   | Orica      | s.t.     |
| 5    | Nathan Haas        | Dimension  | s.t.     |
| 6    | Gianni Moscon      | Sky        | s.t.     |
| 7    | Alberto Bettiol    | Cannondale | s.t.     |
| 8    | Ion Izagirre       | Movistar   | s.t.     |
| 9    | Anthony Roux       | FDJ        | s.t.     |
| 10   | Julian Alaphilippe | Etixx      | s.t.     |